# Fidéisme
Le fidéisme (du latin : fides : confiance, crédit, loyauté, engagement) est une doctrine philosophique ou théorie épistémologique qui fonde la certitude des vérités essentielles de l’ordre moral, non seulement surnaturel mais même naturel, sur la révélation et sur la foi.
Le fidéisme était à l'origine une doctrine religieuse, énoncée au XVIIe siècle par Pierre-Daniel Huet, et au XIXe siècle par l'abbé Bautain et Félicité de La Mennais. Cette doctrine religieuse, qui fut condamnée par l'Église catholique en 1838, disqualifiait totalement le rôle de la raison dans la connaissance, affirmant que cette dernière était le fait d'une « intelligence », fondée en dernière instance sur la révélation. Selon cette doctrine, la foi dépendait du sentiment et non de la raison et, dans le domaine religieux, la raison perdait ses droits. Historiquement, les philosophes associés au fidéisme sont Søren Kierkegaard, Blaise Pascal, William James et Ludwig Wittgenstein.

## Fidéisme et notion de «cœur» chez Pascal
(avril 2021).
Pour Blaise Pascal, « c'est le cœur qui sent Dieu et non la raison. Voilà ce que c'est que la foi, Dieu sensible au cœur non à la raison. » Le philosophe construit sa pensée en s'opposant à René Descartes, lequel essaie de démontrer l'existence de Dieu uniquement par la raison (argument ontologique). En effet, Pascal considère les preuves de la raison comme inutiles car n'amenant pas à la croyance en Jésus Christ, qui seul donne le salut. Enfin, il part du postulat que Dieu n'est pas à prouver car il est une vérité du cœur et une évidence pour l'homme.[réf. nécessaire]
« Et c’est pourquoi je n’entreprendrai pas ici de prouver par des raisons naturelles, ou l’existence de Dieu, ou la Trinité, ou l’immortalité de l’âme, ni aucune des choses de cette nature ; non seulement parce que je ne me trouverais pas assez fort pour trouver dans la nature de quoi convaincre des athées endurcis ; mais encore parce que cette connaissance, sans Jésus-Christ, est inutile et stérile. Quand un homme serait persuadé que les proportions des nombres  sont des vérités immatérielles, éternelles et dépendantes d’une première vérité en qui elles subsistent, et qu’on appelle Dieu, je ne le trouverais pas beaucoup avancé pour son salut.
Le Dieu des chrétiens ne consiste pas en un Dieu simplement auteur des vérités géométriques et de l’ordre des éléments ; c’est la part des païens et des épicuriens. Il ne consiste pas seulement en un Dieu qui exerce sa providence sur la vie et sur les biens des hommes, pour donner une heureuse suite d’années à ceux qui l’adorent ; c’est la portion des Juifs. Mais le Dieu d’Abraham, le Dieu d’Isaac, le Dieu de Jacob, le Dieu des chrétiens, est un Dieu d’amour et de consolation ; c’est un Dieu qui remplit l’âme et le cœur de ceux qu’il possède ;  c’est un Dieu qui leur fait sentir intérieurement leur misère, et sa miséricorde infinie ; qui s’unit au fond de leur âme ; qui la remplit d’humilité, de joie, de confiance, d’amour ; qui les rend incapables d’autre fin que de lui-même. »
« Le cœur a ses raisons que la raison ignore. »

## Le fidéisme aujourd'hui
Aujourd'hui, le mot fidéisme qualifie, parfois avec une connotation péjorative, toute doctrine qui attribue à la révélation un pouvoir d'accès à la vérité que la raison ne posséderait pas.